# Julio Pisapia
Julio Pisapia ist ein ehemaliger argentinischer Fußballspieler, der im Offensivbereich agierte.

## Leben
Pisapía stand zwischen 1938 und 1941 bei den Argentinos Juniors unter Vertrag, bevor er in die mexikanische Primera División wechselte, wo er zunächst für die A.D.O. und anschließend bei deren Stadtrivalen Moctezuma tätig war. Mit letztgenanntem Verein gewann er 1947 den mexikanischen Pokalwettbewerb.

## Erfolge
- Mexikanischer Pokalsieger: 1947